# Angelitos negros (telenovela)
Angelitos negros fue una telenovela mexicana producida por Valentín Pimstein para Teleprogramas Acapulco, S.A. (perteneciente a Telesistema Mexicano, hoy Televisa) en 1970. Protagonizada antagónicamente por Alicia Rodríguez junto a Manuel López Ochoa y la primera actriz Silvia Derbez. Contó además con las actuaciones estelares de Titina Romay, Josefina Escobedo, Lilia Aragón, Raúl "Chato" Padilla y Rafael del Río. Remake de la película del mismo nombre realizada en 1948, fue una de las telenovelas más recordadas de la legendaria Silvia Derbez por la credibilidad que le imprimió a su personaje, una sirvienta de color que sufría por las humillaciones y maltratos de su propia hija.

## Argumento
Ana Luisa de la Fuente es una joven bella y de buena familia, pero pedante, orgullosa y vanidosa, además de poseer un carácter muy prejuicioso, ya que ha crecido desarrollando un profundo desprecio por los negros, por ello desprecia a su nana negra Mercé, una mujer honesta y abnegada que la ha criado desde su nacimiento pese al odio que Ana Luisa no se molesta en demostrarle.
Ana Luisa es directora en un colegio de niñas y un día conoce al cantante Juan Carlos Flores, un joven huérfano y honesto que vive con sus tías, las hermanas gemelas Carlota y Elisa. Juan Carlos se enamora de Ana Luisa, ella lo rechaza en un principio pero después le corresponde. Se comprometen y poco tiempo después se casan. Al cabo de un tiempo Ana Luisa queda embarazada, da a luz a una hermosa niña, pero la sorpresa de Juan Carlos es mayúscula cuando descubre que su hija tiene la piel negra. Debido a esto Mercé se ve obligada a contarle a Juan Carlos su doloroso secreto: ella es la verdadera madre de Ana Luisa, fruto de su relación con su fallecido patrón y padre de la joven, Don Luis. Juan Carlos le promete guardar su secreto y a pesar de su impresión inicial, acepta dichosa a su hija, a quien pone por nombre Belén.
Sin embargo, Ana Luisa no reacciona de la misma manera. Desprecia a la niña solo por ser negra y reniega que tiene una hija. Belén es criada cariñosamente por Mercé, Juan Carlos y Jova, otra sirvienta. Al ir creciendo, la niña entristece por el rechazo de su madre. A tal punto llega su tristeza, que un día se pinta la cara de blanco para que su mamá la quiera y la acepte. Juan Carlos decide tomar cartas en el asunto y hacer entrar en razón a su esposa de una vez por todas. Pero Ana Luisa seguirá tan terca como siempre, sin imaginar que la buena Nana Mercé quien siempre la ha querido a pesar de su desprecio, es su propia madre.

## Elenco
- Alicia Rodríguez - Ana Luisa De la Fuente Uribe de Flores
- Silvia Derbez - La Nana Mercé Uribe
- Manuel López Ochoa - Juan Carlos Flores
- Titina Romay - Isabel Contreras
- Antonio Raxel - Don Luis De la Fuente
- Josefina Escobedo - Carlota / Elisa
- Lilia Aragón - Jova
- Juanita Hernández Mejía - Belén Flores De la Fuente
- Malú Reyes - Malú
- Armando Velasco - Padre Padilla
- Miguel Maciá - Sr. Sánchez
- Fernando Mendoza - Lic. Peláez
- Raúl "Chato" Padilla - Don Romualdo
- Rafael del Río - Antonio "Toño"
- Norma Jiménez Pons - María Flora
- Gerardo del Castillo - Don Laureano

## Versiones
- Angelitos negros es un remake de una película del mismo nombre realizada en 1948, dirigida y escrita por Joselito Rodríguez y protagonizada por Rita Montaner, Emilia Guiú y Pedro Infante.
- En el año 1997 Televisa realizó otra versión, El alma no tiene color producida por Juan Osorio, adaptada originalmente por Alberto Gómez y protagonizada por Laura Flores, la cantante cubana Celia Cruz y Arturo Peniche.